# Dorylus leo
Dorylus leo är en myrart som beskrevs av Santschi 1919. Dorylus leo ingår i släktet Dorylus och familjen myror. Inga underarter finns listade i Catalogue of Life.